# Khương Thượng
Khương Thượng là một phường thuộc quận Đống Đa, thành phố Hà Nội, Việt Nam.

## Lịch sử
Từ trước thế kỷ XIX cùng với Khương Trung, Khương Hạ hợp thành xã Khương Đình, thuộc huyện Thanh Trì. Đến đầu thế kỷ XIX Khương Thượng được tách ra, đem thuộc về tổng Hạ của huyện Vĩnh Thuận, phủ Hoài Đức. Từ 1915, Khương Thượng lại thuộc về tổng Yên Hạ, huyện Hoàn Long. Sau năm 1954 Khương Thượng quay trở lại cùng Khương Trung. Khương Hạ thành xã Tam Khương, quận VII ngoại thành Hà Nội. Nay Khương Thượng thành một phường thuộc quận Đống Đa.
Khương Thượng vốn có năm xóm: Đình, Đông, Tứ, Dộc và xóm Trước Cửa là xóm chính của làng, có một cổng lớn gọi là Cổng Cái. Sau năm 1919, Pháp làm sân bay Bạch Mai đã lấy đất của hai xóm Tứ và Dộc và dồn dân hai xóm này đến cánh đồng phía tây của làng gần Ngã Tư Sở và mọi người gọi đó là xóm Tân Khương.
Đây là nơi diễn ra chiến sự trong chiến dịch nghĩa quân Tây Sơn giải phóng Thăng Long vào năm 1789 nên Khương Thượng có nhiều di tích ghi nhớ: ở chỗ nay là Học viện Thủy lợi vốn có một gò đất hình con ốc nên có tên là núi Ốc (Loa Sơn), nơi tướng giặc Sầm Nghi Đống đóng đồn và đã phải đền tội. Đằng sau có hồ rộng, quân lính thường đem voi ra tắm nên có tên là hồ Tắm Tượng. Hai di tích này không còn, chỉ còn di tích chùa Bộc. Chùa có tên chữ là Sùng Phúc tự, có từ đời Lê là chùa của làng Khương Thượng. Trong trận đánh quân Thanh, chùa bị hư hỏng. Năm Quang Trung thứ 5 (1792) dân làng làm lại chùa. Hiện trong chùa có một pho tượng hình dáng như các tượng Đức Ông ở mọi chùa, nhưng chân không đi hài, để trần. Nhiều người cho rằng đó là dân đã mượn hình thức Đức Ông để tạc tượng vua Quang Trung, vì ở sau tượng có dòng chữ “Bình Ngọ niên tạo Quang Trung tượng”. Bính Ngọ là năm 1846. Tuy nhiên cũng có người cho rằng đó là dòng chữ mới khắc gần đây. Vấn đề cần nghiên cứu thêm.
Ngoài ra cánh đồng làng này có những gò đất cao, tương truyền là nơi chôn xác quân Thanh. Nay tất cả cánh đồng đã được xây dựng những công trình xây dựng mới: Trường Công đoàn, Học viện Thủy Lợi, Học viện Ngân hàng.
Đình Khương Thượng thờ thần Cao Sơn, là di tích lịch sử văn hóa đã được xếp hạng năm 1990.